# Guerra civil española en el valle de Carranza

Ubicación del valle de Carranza en Vizcaya.

La guerra civil en el Valle de Carranza se desarrolló desde el 18 de julio de 1936, tras el golpe de Estado perpetrado por los militares africanistas y apoyado por los partidos políticos de la Confederación Española de Derechas Autónomas (CEDA), hasta la toma militar del valle por parte de las tropas franquistas sublevadas el 24 de agosto de 1937.

## Antecedentes
El valle de Carranza a mediados de los años 30 del siglo XX contaba con una población aproximada de 4800 habitantes, dedicada mayoritariamente a labores agropecuarias. Era una sociedad conservadora, en la que la corriente política mayoritaria era el tradicionalismo monárquico y el nacionalismo del Partido Nacionalista Vasco.
Por otra parte, los partidos de izquierda republicanos como Izquierda Republicana (IR), el Partido Socialista y el Partido Comunista tenían su hueco, aunque antes de estallar la guerra su peso social y electoral creció exponencialmente en las elecciones generales de febrero de 1936, fruto de las luchas obreras que se dieron en todo el estado durante los años anteriores al golpe de Estado.

## Golpe de Estado
Al comenzar el golpe de Estado el 17, 18 de julio de 1936, en Carranza reinaba la confusión y nadie sabía qué clase de movimiento era. Mientras que las emisoras del Gobierno decían que la situación estaba controlada y pedían calma, otros diales afirmaban lo contrario. En el pueblo nadie lo tenía claro, y hasta pasados unos días, no se supo que se trataba de un golpe militar.
El gobernador civil de Vizcaya y los partidos políticos dieron orden de formar milicias de voluntarios en defensa de la República. Así, en sesión extraordinaria, celebrada por la corporación municipal el 24 de julio de 1936 y presidida por el alcalde en funciones Víctor Santibáñez Ocejo, se trata una proposición hecha por el Comité de Defensa de la República, siendo aprobada por unanimidad:
“...con el fin de abrir una suscripción entre los vecinos del valle, juntamente con el Frente Popular y el Partido Nacionalista Vasco, encabezándola con la cantidad de 300 pesetas como primera entrega".
Será dirigida por el Comité Local de Defensa de la República, y lo recaudado se destinará a los gastos derivados de manutención y otros particulares de los milicianos dedicados a la defensa del poder constituido. 

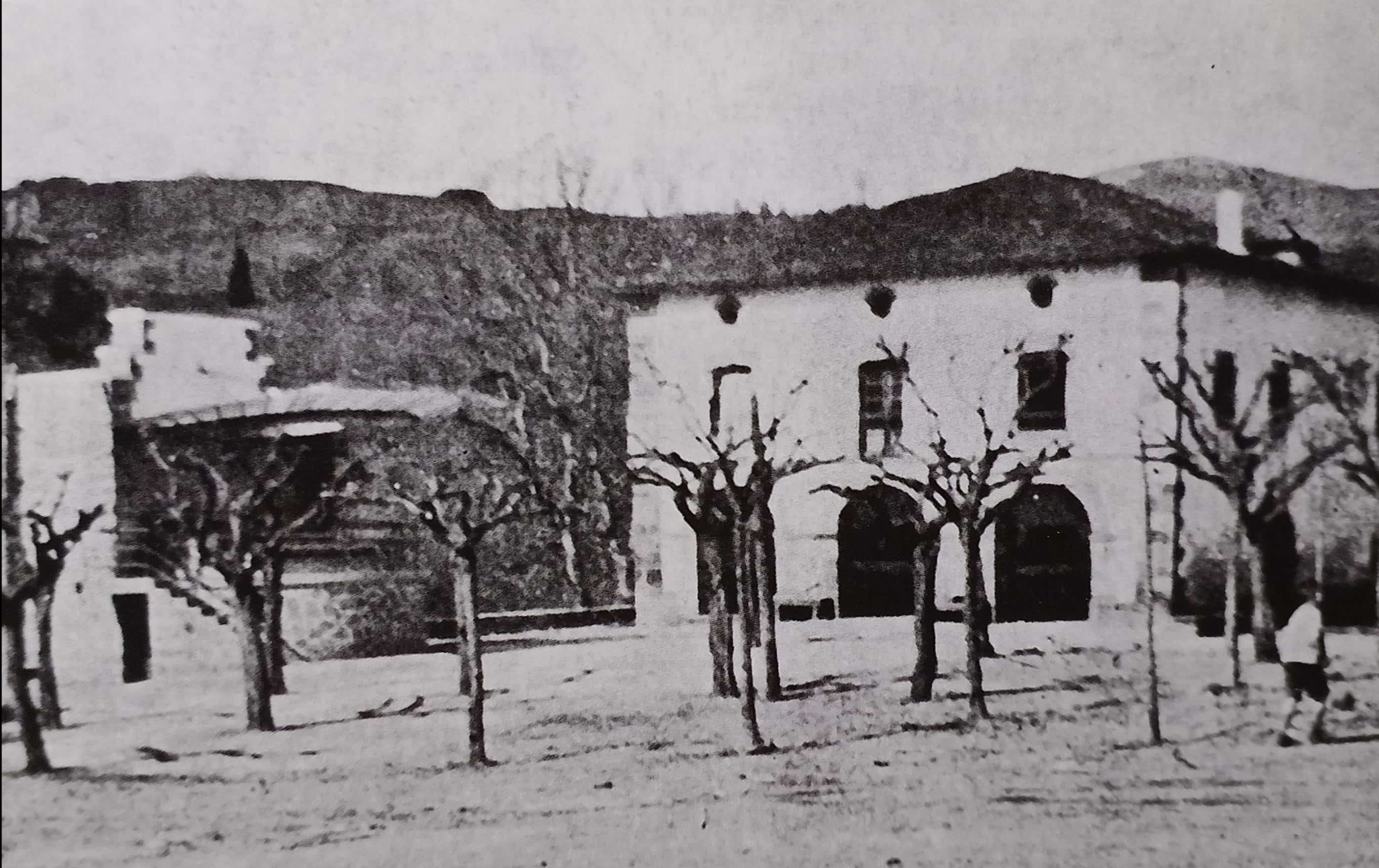
Ayuntamiento de Carranza. 1934

También a instancias del Gobierno Civil de Vizcaya, se crea en Carranza una Guardia provisional de la República, con el fin de vigilar en el valle las actividades de los enemigos de la República e impedir por parte de estos, de posibles actos de perturbación y ataques a la legalidad.
Así comienzan en el pueblo patrullas de gente armada con escopetas. Se dieron así las primeras detenciones de personas de derechas. Unos veinte fueron detenidos y trasladados a la casa del pueblo, situada en el barrio de Ambasaguas, y posteriormente a los edificios del balneario de Molinar, que había sido requisado por las autoridades y convertido en prisión. Interrogados por los milicianos de la columna “Villarías” fueron enviados a la cárcel de Larrinaga de Bilbao y seguidamente, algunos de ellos al buque prisión "Cabo Quilates”, fondeado en la dársena de Portu de Baracaldo. Allí fueron ejecutados extrajudicialmente varios de ellos el 2 de octubre de 1936. Uno de éstos fue el sacerdote carranzano y ecónomo de la parroquia de Ahedo, Andrés Ranero Múgica.
Aparte de las dependencias del balneario, también fueron requisadas la finca y el actual palacio de El Karpin en Biañez. Este palacio fue usado en primer término por voluntarios, que mientras estaban concentrados, trabajaron las tierras y sembraron patatas. Durante la guerra se recogieron varias toneladas y se repartieron entre la población de todo el valle. Luego pasó a ser una guardería infantil gestionada por la organización Socorro Rojo Internacional, y finalmente, durante los últimos meses de la guerra en Las Encartaciones fue cuartel general militar.
Durante los meses de agosto y septiembre el ejército republicano llevó a cabo labores de atrincheramiento y fortificación en la zona de Armañón, Ilsos de Ribacoba y Ubal, empleándose para ello un batallón disciplinario.

## Guerra
Finalmente, se emitió una orden y los voluntarios que quisieron marchar al frente se concentraron en el barrio de Ambasaguas, saliendo dos camiones de carga repletos de milicianos. De noche llegaron a Bilbao y fueron concentrados en la Universidad de Deusto, a la espera de ser instruidos para ser enviados al frente.
Al organizar las compañías, “a alguno se le ocurrió formar una compañía con los ochenta de Carranza, pero algún mando con buen criterio decidió mezclarlos con otras compañías, ya que de ocurrir alguna desgracia en algún combate Carranza se quedaría sin juventud”. Así lo explica Matías Ruiz Martínez de Lahidalga, miliciano del batallón UGT 3 “González Peña” en sus memorias plasmadas en su libro autobiográfico "Una vida marcada por la guerra".
Posteriormente, el Gobierno de Euskadi recién constituido el 7 de octubre de 1936, por medio del Boletín Oficial del País Vasco del 18 de octubre, llamó a los reemplazos de los años 1932, 1933, 1934 y 1935.
Seguidamente, el 8 de diciembre, mediante decreto publicado el día 16, serían llamados también los reemplazos de 1931 y 1936. Sin tener en cuenta las decenas de voluntarios que ya estaban agrupados en batallones, en Carranza se movilizaron un total de 300 personas con estos reemplazos.
Muchos de ellos se alistaron en batallones afines a sus ideas políticas como el “Abellaneda” y “Muñatones” del Partido Nacionalista Vasco, "Meabe 1" y "Meabe 2" de las Juventudes Socialistas Unificadas, “Perezagua” y “Rosa Luxemburgo” del Partido Comunista de Euskadi y varios de la UGT como el UGT 3 “González Peña “, UGT 10 “Reserva”, UGT 8 “Jean Jaures” y minoritariamente en batallones de Izquierda Republicana “Azaña-Guipúzcoa” o “Zabalbide”. 
Cientos de carranzanos combatieron en los frentes de Vizcaya, Guipúzcoa y Álava.

Mapa del Frente del Norte.1936-1937.

Unos sesenta murieron en los mismos. Un caso dramático es el de Juan Domínguez Barreras del barrio de Los Lombanos, alistado en el batallón “Rosa Luxemburgo" y que con tan solo 15 años murió en la Ofensiva de Villarreal, el 2 de diciembre del 36. Sin duda alguna, es el carranzano más joven muerto en combate.
A finales de marzo de 1937, debido al empuje de las tropas franquistas a las órdenes del general Mola, se produjeron cientos de bajas en el Ejército de Euskadi, entre ellos muchos carranzanos. Por ello el Gobierno de José Antonio Aguirre, mediante decreto del 8 de abril, tuvo que movilizar a los reemplazos de 1929, 1930 y 1937, y al mes siguiente, el 7 de mayo, se movilizaron los de 1928, 1938 y 1939 (BOPV del 9 de mayo).
Con estos datos se puede afirmar que durante el conflicto en nuestra provincia y en la comarca de las Encartaciones, cientos de jóvenes carranzanos lucharon en el frente.
Hasta la caída de Bilbao en junio de 1937, en la parte más occidental de Las Encartaciones y más concretamente en Carranza, se vivió una “tensa” calma en la retaguardia. Pero todo cambió tras la caída de la capital el 19 de junio. Poco después fueron tomadas las localidades de la Margen Izquierda y así, toda la crueldad de la guerra se trasladó a Carranza.
Comenzaron los bombardeos de la Luftwaffe y la Aviación Legionaria Italiana. En Carranza se contabilizaron hasta 15 ataques aéreos en el nudo ferroviario de Ambasaguas y en Molinar principalmente. Allí se situaba el Hospital de sangre del balneario y la carretera de salida del valle hacia Cantabria. En estos bombardeos se registraron hasta 24 víctimas mortales. Una de ellas fue Juan Arizaga Bustinduy, un niño natural de Éibar de apenas diez años. También las carreteras se llenaron de miles de refugiados que huían del frente y las zonas ocupadas, refugiándose en el valle.
Los franquistas fueron avanzando inexorablemente tomando la parte más oriental de Las Encartaciones en apenas un mes, no sin antes, darse duras batallas en Galdames, Sopuerta y Zalla.
Cuando todo parecía indicar que los sublevados tomarían seguidamente Trucios, Arcentales, Carranza y Lanestosa, el frente quedó parado debido a que el Gobierno de la República comenzó la batalla de Brunete, atacando a los franquistas que asediaban la capital. El ejército franquista se vio obligado a retirar efectivos de otros frentes, entre ellos el vizcaíno.
Así el frente quedó estacionado durante dos meses entre Otañes (Cantabria), monte Alén (Sopuerta, Trucios), monte Kolitza (Balmaseda), y monte Burgueno (Carranza), teniendo así el Ejército de Euskadi oportunidad de realizar una contraofensiva.
De este modo, se dieron duras batallas en las cimas de los montes Alen y Kolitza. Fue durante estos dos meses cuando la aviación alemana e italiana, con 80 y 70 aviones respectivamente entre bombardeos y cazas, perpetró la mayoría de los bombardeos en Carranza antes citados. Concretamente, el valle fue objeto de estos el día 17 de junio del 37; el 19 de junio bombardeando la estación de tren y el balneario, ese mismo día atacan Molinar, cruce de la carretera, estación y balneario; el 21 de junio; el 30 de junio atacan el barrio Molinar; el 1 de julio atacan la carretera Villaverde-Molinar y el 2 de julio su ofensiva se centra de nuevo en la carretera de salida a Cantabria, a la altura de Molinar.

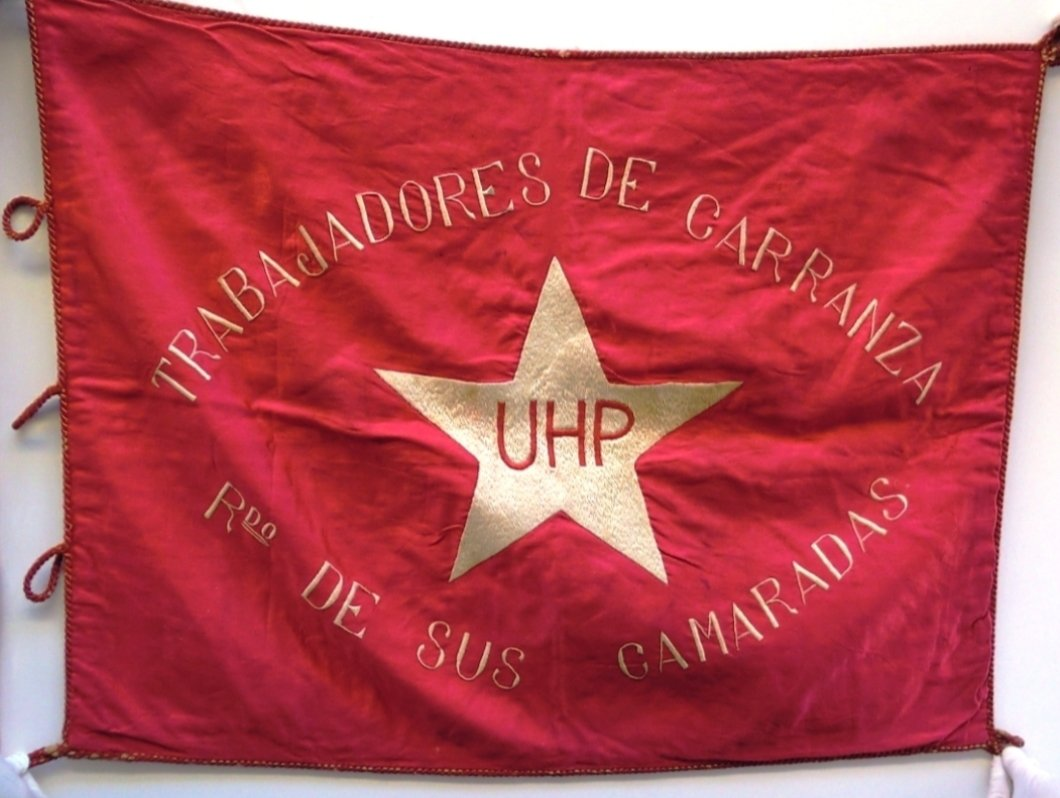
Bandera UHP (Uníos Hermanos Proletarios) de Carranza. Batallón Meabe 4 de las JSU. 5.º de Euzkadi.

Tras dos meses de duras batallas, el 24 de agosto los sublevados cruzan las líneas leales, bajando una columna de la 3.ª Brigada de Navarra por Armañon-La Escrita, produciéndose entre Biañez y Santecilla una refriega. Otra columna de la segunda media Brigada de Castilla lo hizo por Ordunte, tomando así las tropas franquistas el valle.
La segunda media Brigada de Castilla, al mando del comandante Antonio Rodríguez Díez, toma el ayuntamiento y ese mismo día se constituye en sesión extraordinaria una nueva corporación. Aunque en primera instancia aparece como alcalde interino José Sainz Munsuri, a partir del 28 de agosto de 1937 será designado como primer edil Francisco Vicario Calvo, acordado ese mismo día en sesión ordinaria.

## Represión franquista
Con la constitución de la nueva corporación, comienzan las purgas, y así se destituyen a los 16 alcaldes pedáneos anteriores, siendo reemplazados por otros afectos al régimen y nombrados a dedo en la sesión plenaria del 22 de septiembre de 1937.
Se destituyen también entre otros al secretario del ayuntamiento D. Sabino de Orueta, al médico titular D. Estanislao de las Rivas y Eguía, a los Alguaciles D. Francisco Pellicer Ahedo y D. Pedro Ruiz Trueba, al Albañil-Cantero municipal D. Domingo García Negrete y un largo etcétera de personas, incluido el “Chistulari” D. Elviro Ochoa Gómez. Todo ello en sesión plenaria celebrada el 7 de octubre de 1937.
Hasta veintiocho carranzanos y carranzanas fueron condenados a penas de entre seis y treinta años de prisión entre los años 37 y 39, según se desprende de los datos del Archivo Militar de Guadalajara.
Lo peor fue la represión contra algunos cargos políticos del pueblo como Teodoro Cisneros, quien tuvo que huir de la localidad. Menos suerte corrieron otros como Benito Palacios Matienzo, responsable del "Sindicato de Oficios Varios" de Carranza, ejecutado mediante garrote vil en Santander y Valentín Blanco presidente del Partido Socialista de Carranza, fusilado en Bilbao. Así hasta nueve personas de Carranza fueron asesinadas tras el fin de la guerra en el valle.
Nueve años más tarde, el día 7 de julio de 1946, se inauguró en Concha cerca del ayuntamiento, un monumento a los caídos del valle durante la “Cruzada Nacional”, con la presencia de las autoridades del régimen de la provincia y del pueblo.

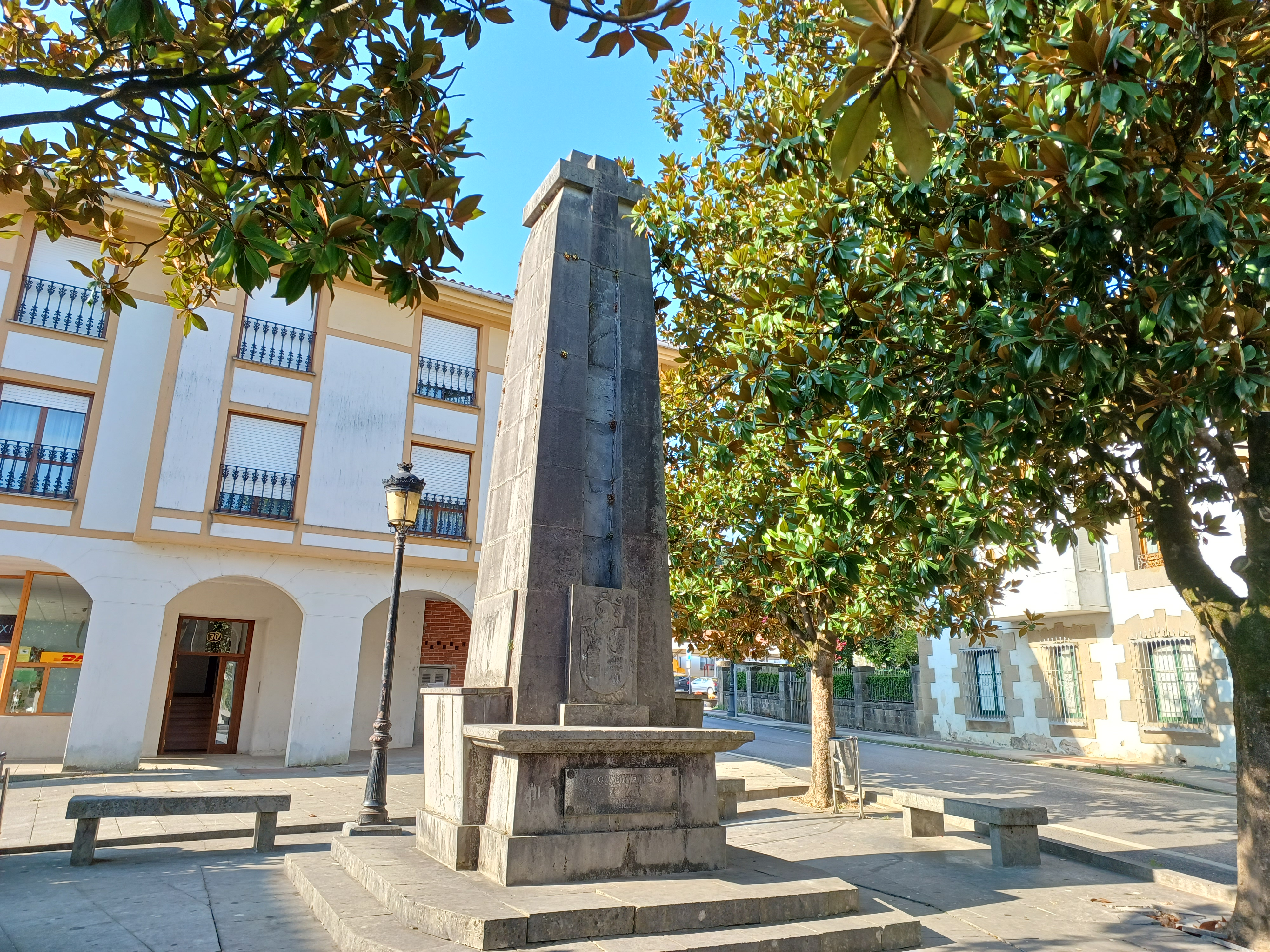
Antiguo "Monumento a los caídos" hoy "Monumento a la Paz". Situado en Concha, Carranza. Año 2022.

En este monumento estaban inscritos nombres de soldados caídos, la mayoría de los cuales fueron obligados a luchar en el bando franquista pero que antes lo habían hecho en el Eusko Gudarostea del lado de la República. Es el caso de los hermanos del barrio de Los Lombanos, Agustín y Pedro Oquina García, gudaris de los batallones del EPK-PCE 60 ° "MAOC 2 Guipúzcoa” y 58° “Lenin” respectivamente; o el de Antonio Olazábal Gutiérrez “Tontxu” de Manzaneda de Sierra, miliciano del batallón de las JSU, Meabe 2 “Stalin”, apresado en Santoña y muerto ocho meses después en el frente de Teruel.
En el año 1988, este monumento fue despojado de símbolos franquistas y de los nombres inscritos en él y convertido a su vez, en un monumento dedicado genéricamente a la paz.